# Oliver Korn
Oliver Korn (Düsseldorf, 10 giugno 1984) è un hockeista su prato tedesco.

## Palmarès

### Olimpiadi
- 2 medaglie:
  - 2 ori (Pechino 2008; Londra 2012)

### Europei
- 1 medaglia:
  - 1 oro (Gladbach 2011)

### Champions Trophy
- 1 medaglia:
  - 1 oro (Kuala Lumpur 2007)